# Lucas Porcar Texidó
Lucas Porcar Texidó (18 de febrer de 1990, Sant Cugat del Vallès), és un exfutbolista català que jugava com a migcampista o com a davanter. Actualment és entrenador de futbol.

## Trajectòria esportiva
Format a les categories inferiors del RCD Espanyol, va debutar a Segona B amb el filial la temporada 2009-10, jugant-hi vint-i-dos partits. Aquella temporada l'equip va perdre la categoria. Després d'una bona temporada a Tercera divisió, va fitxar pel Vila-real CF B de Segona, on debutà contra el FC Barcelona B el 27 d'agost de 2011. Al seu primer partit marcà un gol a la victòria per 2-0 al Mini Estadi. Posteriorment fitxaria pel Reial Saragossa l'1 d'agost de 2012. Sense arribar a debutar al Saragossa, fou cedit un mes després al Xerez Club Deportivo, on va jugar la temporada 2012/13.
El gener de 2014, després de jugar dos partits de lliga i un de copa al Saragossa, fou cedit al K.A.S. Eupen, segon classificat de la Segona Divisió de Futbol de Bèlgica i llavors dirigit per Tintin Márquez. El 31 d'agost de 2014 es va anunciar que el jugador havia estat cedit per una temporada al CE Sabadell.

## Palmarès
Amb la selecció espanyola, el 2007 fou Campió d'Europa sub-17 i subcampió del Món sub-17.